# Miguel Tapias Karts
Miguel Tapias Karts, abreujat MTK, fou una marca catalana de karts i automòbils de competició fabricats per Miquel Tapias d'ençà de la dècada dels 1960 fins al 1985 a Terrassa, Vallès Occidental. A final de la dècada dels 1970 l'empresa va fusionar amb la firma fabricant de motocicletes de competició Arisco, propietat del mateix Miquel Tapias, i es reconvertí en MTK-Arisco. El 1985, Miquel Tapias es va retirar i va vendre la fàbrica.
MTK popularitzà el kàrting a Catalunya durant anys i participà amb èxit en les principals competicions internacionals de la disciplina durant les dècades de 1970 i 1980. Els models més populars foren el Pony, el Fórmula i l'Sport. Tapias també construí diversos monoplaces de Fórmula 4 a mitjan dècada de 1960, sovint equipats amb motors Bultaco de 250 cc.